# مهرجان طوكيو السينمائي الدولي
مهرجان طوكيو السيمائي الدولي (بالإنجليزية: Tokyo International Film Festival)‏ (تختصر:TIFF) ، هو مهرجان سينمائي ياباني يقام في العاصمة اليابانية طوكيو سنوياً ، بدأ عام 1985 لجوائز أفضل الأفلام السينمائية سواءً كانت أفلاما يابانية أو أجنبية.

## وصلات خارجية
- مهرجان طوكيو السينمائي الدولي على موقع IMDb (الإنجليزية)

- Official site of the Tokyo International Film Festival
- English site of the Tokyo International Film Festival
- Tokyo International Film Festival at the Internet Movie Database